# Гайдаржи Леонід Васильович
Леоні́д Васи́льович Гайдаржи́ (нар. 20 травня 1959, Дмитрівка, Татарбунарський район, Одеська область) — український та радянський футболіст, захисник, тренер болгарського походження.

## Кар'єра
Свої перші кроки у футболі Леонід Гайдаржи почав робити у клубі «Повстання» з міста Татарбунари. На професійному рівні Леонід почав виступати в дублі одеського Чорноморця. За три сезони в дублі забив 16 м'ячів. Потім грав у клубах 2-ї ліги — СКА та херсонському Кристал (Херсон). У 1986 році повернувся до «Чорноморця». Разом з командою спочатку покинув вищу лігу, а на наступний рік — піднявся назад. У 1989 році провів сезон за «Таврію». Потім знову грав у Херсоні, у травні-червні 1992 року — граючий тренер команди. З 1992 року грав у чемпіонаті України — в Нива (Вінниця), Металург (Запоріжжя), Десна (Чернігів).
В 1995—1996 роках навчався у Вищій школі тренерів України, здобув ступінь тренера з футболу вищої кваліфікації. У сезоні 1997/1998 — граючий тренер «Десна» Чернігів. У сезоні 1998/1999 — головний тренер «Вінниця». У сезоні 2000/01 працював тренером «Зірки» Кіровоград. З сезону 2001/2002 — тренер «Чорноморця», з жовтня 2002 по лютий 2003 року — головний тренер команди. Потім знову працював помічником головного тренера (до грудня 2004 року). У 2005—2007 — головний тренер МФК «Миколаїв». В 2003 у отримав ліцензію тренера з футболу категорії «А». У грудні 2008 року призначений директором СДЮШОР Чорноморець. 
В кінці серпня 2017 року був призначен виконуючим обов'язки головного тренера одеської «Жемчужини». В кінці січня 2018 року повернувся на посаду спортивного директора клубу.

## Досягнення
- Чемпіон Другої української ліги (МФК «Миколаїв» 2005–2006).
- Майстер спорту СРСР (1987).
- Майстер спорту України (1996).